# Hans Birch Dahlerup
Hans Birch Dahlerup (Hillerød, 25 de agosto de 1790 - Copenhague, 26 de septiembre de 1872) fue un oficial de marina danés que sirvió en la armada austriaca.

## Biografía

### Los primeros años en la marina danesa
Hans Dahlerup, hijo del jefe de correos de Hillerød, se graduó de la academia danesa de guardiamarinas y en 1804 aprobó el examen de oficial con honores. Todavía no tenía 16 años cuando fue nombrado oficial y se embarcó de inmediato con el estallido de la guerra contra Inglaterra. El 21 de marzo de 1808 iba embarcado en el navío de línea "Príncipe Christian", cuando en el extremo norte de Zelanda fueron atacados por barcos británicos y capturados. Dado que la guerra duró hasta 1812, estuvo involucrado en combates varias veces, durante los cuales estuvo dos veces en cautiverio británico.
Por los méritos adquiridos, al término del conflicto fue promovido a teniente en 1813. De 1822 a 1826 ganó una excelente reputación como maestro de artillería en la Academia de Marina. Luego sirvió como comandante de varios barcos en el mar. Durante este tiempo, también dirigió un gran viaje a Nueva York y las Indias Occidentales. En 1838 tuvo la honrosa tarea de traer al famoso escultor Bertel Thorvaldsen y sus obras desde Italia a Dinamarca. También se hizo un nombre como escritor especializado.

### Al servicio del Imperio Austríaco
En 1848, ya como Comodoro de la marina danesa recibió la oferta de prestar servicios en la marina de Austria para reorganizarla. Decidió aceptar y se fue a Austria en febrero de 1849. Fue recibido personalmente en Olomouc por el joven emperador Francisco José , nombrado comandante naval y promovido al mismo tiempo vicealmirante y teniente mariscal de campo.
Llegado al mar Adriático, empezó con la difícil tarea de hacer resurgir la flota austríaca de las cenizas que quedaban en Venecia y Trieste. A través de su comportamiento particular y conocimiento superior, pronto se ganó el respeto y admiración. Después de la primera guerra de independencia italiana, dedicó todas sus fuerzas para la reorganización de la Armada. La base naval de Trieste se amplió y se construyó una nueva en el puerto de Pola. Para fortalecer el vínculo entre la marina austríaca (en territorio italiano) y el imperio, Dahlerup introdujo el alemán como idioma de servicio general.
Tuvo éxito en su trabajo, pero, esto le atrajo las envidias de sus colegas que promovieron sobre de él diversas intrigas a tal punto que en 1851 decidió retirarse de la marina austríaca y volver a Dinamarca. Como regalo de despedida, el Emperador le concedió el título nobiliario de Barón (Freiherr). El archiduque austríaco Maximiliano convertido en comandante de la Marina en 1854, lo llamó a Austria en 1861 y Dahlerup trabajo con el hasta 1864 en la administración naval como su asesor marítimo. Sin embargo, la guerra entre Austria y Dinamarca en 1864 le causó un gran pesar y para evitar un conflicto de lealtad, se retiró definitivamente y volvió a su país natal.
Transcurrió sus últimos años de vida en Copenhague.Hans Birch Dahlerup murió en 1872 a la edad de 82 años en la comuna de Frederiksberg y fue enterrado en Holmens Kirkegård en Copenhague.